# Савелов, Владимир Николаевич
Владимир Николаевич Савелов (род. 10 мая 1949) — советский гребец, тренер. Мастер спорта СССР международного класса.
Являлся членом московского спортивного общества «Водник». Трёхкратный чемпион СССР в четвёрке (1972, 1973, 1974).
Бронзовый призёр чемпионата Европы 1973 года в Москве (восьмёрка). Побеждал на Королевской регате 1974 года в Ноттингеме.
Участник Олимпийских игр 1972 года в Мюнхене (4 место) и чемпионата мира 1974 года в Лозанне (5 место).
С 1976 по 1982 год — тренер гребного клуба «Водник» (Москва). Занимался подготовкой гребцов к Олимпиаде 1980 года в Москве. Являлся директором московской детско-юношеской спортивной школы по академической гребле.